# ويكيبيديا الهولندية السكسونية السفلى
ويكيبيديا الهولندية السكسونية السفلى هي النسخة الهولندية السكسونية السفلى من موسوعة ويكيبيديا.

## الإحصائيات
| عدد المستخدمين المسجلين | عدد المستخدمين النشيطين | عدد المقالات | صفحات المحتوى | عدد التعديلات | عدد الملفات المرفوعة | عدد الإداريين |
| ----------------------- | ----------------------- | ------------ | ------------- | ------------- | -------------------- | ------------- |
| 31٬363                  | 31                      | 8٬003        | 21٬821        | 330٬400       | 567                  | 6             |